# Галатенко Наталія Андріївна
Галатенко Наталя Андріївна (нар.21 серпня 1948, с. Іваново, Росія) — професор, доктор біологічних наук, завідувач відділу полімерів медичного призначення.

## Біографія
Галатенко Наталя Андріївна народилася 21 серпня 1948 р. у м. Іваново (Росія). Закінчила біологічний факультет Київського Державного університету ім. Т. Г. Шевченка в 1974 р. З 1973 р. працювала в ІХВС і в Інституті органічної хімії АН УРСР. У 1984 р. захистила дисертаційну роботу за темою: «Гігієнічна оцінка полімерних матеріалів медичного призначення» на здобуття наукового ступеня кандидата біологічних наук. З 1992 р. працювала на посаді завідувача лабораторії токсикології полімерів, а з 1995 р. Н. А. Галатенко очолює відділ полімерів медичного призначення в ІХВС НАН України.

## Науковий доробок
Вагомий внесок Н. А. Галатенко зроблено у вирішенні проблем, пов'язаних зі створенням біологічно-активних полімерів та оцінкою їх біосумісності. Н. А. Галатенко був розроблений і впроваджений експрес метод тканинних культур, який дав змогу встановити ступінь гістотоксичності полімерних матеріалів. Метод був впроваджений у практику в СРСР і ЧСР.
Спільно з ВНІДІМТ МОЗ РСРС Н. А. Галатенко були розроблені і впроваджені у 1987 р. «Руководящие методические материалы по токсиколого-гигиеническим исследованиям полимерных материалов и изделий на их основе медицинского назначения». Крім токсикологічної оцінки полімерних матеріалів науковий та практичний інтерес Н. А. Галатенко спрямований також на розробку, медико-біологічну оцінку та впровадження у медичну практику полімерних матеріалів, які мають біологічну активність. Н. А. Галатенко були розроблені і впроваджені в медичну практику спільно з Тернопільським медичним інститутом полімерний препарат «Адгенол» для закриття виразки дефектів шлунково-кишкового тракту, а також спільно з кафедрою щелепно-лицьової хірургії Київського медичного інституту ім. О. О. Богомольця полімерні композиції для лікування флегмон і остеомієліту, полімерна плівка «Біопласт» для пластики дефектів передньої черевної стінки (спільно з кафедрою хірургії Київського медичного університету ім. О. О. Богомольця), протипухлинний препарат «Левкін» з імуномоделюючими властивостями для лікування патологій м'якої та кісткової тканини (спільно з відділенням кісткової патології Інституту онкології МОЗ України). У 1997 р. Н. А. Галатенко захистила дисертаційну роботу за темою: «Вплив біологічно активних поліуретанових імплантатів на процеси репаративної регенерації і диференціації» на здобуття наукового ступеня доктора біологічних наук. У 2011 році отримала звання професора за спеціальністю хімія високомолекулрних сполук.
Н. А. Галатенко є провідним спеціалістом зі створення токсиколого-гігієнічної оцінки полімерів медичного призначення та виробів на їх основі. Вагомий внесок Н. А. Галатенко зробила в наукове обгрунтування клітинних взаємодій з біологічно-активними полімерами. Нею запропоновано новий шлях регулювання біодеструкції поліуретанів за допомогою активації макрофагальних елементів.
- Запропонований новий механізм впливу на процеси реверсії пухлинної тканини шляхом підвищення ступеня диференціювання трансформованих клітинних елементів;[джерело?]
- Розроблені теоретичні принципи створення гідрофільних полімерних систем для спрямованого транспорту лікарських речовин в організм;[джерело?]
- Запропонований синтез і хімічна модифікація уретанвмісних полімерів біологічно-активними сполуками та вивчена їхня потенційна роль як полімерів медичного призначення;[джерело?]
- Розроблені наукові підходи створення гідрофільних і гідрофобних полімерних матриць на основі поліуретанів, полі-N-вінілпіролідону та гідрогелів як ендогенних та екзогенних носіїв лікарських препаратів;[джерело?]
- Запропоновані методологічні підходи створення нового покоління гідрофільних полімерних носіїв лікарських препаратів на основі поліуретанів, які містять у своєму складі гідрофільні сегменти природного та синтетичного походження (вуглеводвмісні макромономери, кополімери N-вінілпіролідону), поліуретан-епоксидні композиції з остеотропною дією.[джерело?]
- Встановлені механізми впливу біологічноактивних керамік у складі поліуретанових носіїв на процеси остеосинтезу кісткової тканини при імплантації експериментальним тваринам;[джерело?]
- Розроблені принципи створення нових полімерних лікарських форм протизапальних нестероїдних лікарських препаратів на основі біодеградабельних лактозовмісних сегментованих поліуретанових еластомерів, блоккополіуретанів, які містять фрагменти кополімеру N-вінілпіролідону з вініловим спиртом.[джерело?]

У 1997—1999 р. Н. А. Галатенко виконувала обов'язки заступника голови і голови Комісії з медичного матеріалознавства і токсикології виробів медичного призначення у Комітеті з нової медичної техніки МОЗ України.
У 1996—2000 р. була членом Експертної Ради з медико–біологічних проблем ДКНТ Міністерства освіти і науки.
У 1996—2000 р. — член комісії з атестації установ і організацій при Комітеті з питань гігієнічного регламентування МОЗ України.
У 1996—2002 р. — член Експертної Ради «Фундаментальні основи перспективних технологій» Міністерства освіти і науки України.
З 2000 року по 2014 р.р. була членом ради Державної служби лікарських засобів та виробів медичного призначення МОЗ України.
Нагороджена медаллю в пам'ять 1500 річчя Києва, почесними знаками «Винахідник СРСР» і «Винахідник України».

## Вибрані наукові публікації
Н. А. Галатенко автор 3 монографій, понад 250 наукових праць, 23 авторських свідоцтв. Scopus, Google Scholar [Архівовано 20 жовтня 2021 у Wayback Machine.], Патенти України [Архівовано 20 жовтня 2021 у Wayback Machine.]

### Монографії
- 1. Буренко, Г. В., Галатенко, Н. А., & Кабак, К. С. (1986). Морфологические и биохимические аспекты биодеструкции полимеров. Наукова думка.
- 2. Галатенко Н. А., Рожнова Р. А. Биологически активные полимерные материалы для медицины Київ, Наукова думка, 2013. — 211 с.
- 3.  Галатенко Н.А., Маланчук В.О. ,  Рожнова Р.А.,  Астапенко О.О.,  Руденчик Т.В. Біологічно активні поліуретанові композиції для ендопротезування кісткової тканини, Київ, Наукова думка, 2020. - 232 с.

### Статті
- 1. Галатенко Н. А., Рожнова Р. А., Сальков И. И. Практика использования клея «Левкин» у больных с посттравматической ликворией // Реконструктивно-пластическая хірургія. — № 2(15), 2010. — С. 54-60
- 2. Карпенко О. С., Демченко І. Б., Рожнова Р. А., Галатенко Н. А., Гомза Ю. П. Вивчення структури та властивостей фолатвмісних поліуретансечовин у модельному середовищі // Український
- 3. Руденчик Т. В., Рожнова Р. А., Давиденко В. В., Демченко І. Б. Механічні та теплофізичні властивості фумаратвмісних епоксиполіуретанових композиційних матеріалів, наповнених фероценом // Український хімічний журнал. — 2013. — Т.79, № — С. 121—125.
- 4. Галатенко Н. А., Рожнова Р. А., Демченко И. Б., Андрюшина О. С., Кебуладзе И. М. Новые биологически активные пленочные покрытия // Пластична та реконструктивна хірургія — 2013. — № 1. — С. 30-36.
- 5. Маланчук В. А., Астапенко Е. А., Галатенко Н. А., Рожнова Р. А. Результаты исследования физико-механических свойств биодеградируемого полимера, используемого в реконструктивно-востановительной хирургии костей челюстно-лицевой области // Вісник проблем біології і медицини — 2013. — Вип. 2 (100). — С. 304—308.
- 6. Рожнова Р. А., Руденчик Т. В., Бондаренко П. А., Галатенко Н. А. Влияние ферроцена на структуру и свойства эпоксиполиуретановых композиций // Высокомолекулярные соединения. Серия А. — 2014. — Т.56. — № 3. — С. 296—303.
- 7. Rudenchyk T., Rozhnova R., Shtompel V., Galatenko N., Ostapuk S. Research on biodegradation of epoxy-polyurethane composites filled with ferrocene in the model biological medium // J. of Chemistry and Chem. Technology. — 2015. — Vol. 9, № 1. — Р.61-68.
- 8. Галатенко Н. А., Рожнова Р. А., Кулик Л. В., Кулєш Д. В. Особливості оцінки біологічної активності композиційних матеріалів з фолат-похідним фероцену для медицини // Хімія, фізика і технологія поверхні, 2016. — Т. 7, № 3. — С. 344—353.
- 9. Vislohuzova, T., Rozhnova, R., Galatenko, N. Development and Research of Polyurethane Foam Composite Materials with Albucid // American Journal of Polymer Science and Technology, 2021, 7(3), 38-43.
- 10. Bogatyrov, V. M., Gun'ko, V. M., Galaburda, M. V., Oranska, O. I., Petryk, I. S., Tsyganenko, K. S., Galatenko, N. A. The effect of photoactivated transformations of Ag+ and Ag 0 in silica fillers on their biocidal activity. // Research on Chemical Intermediates, 2019, 45(8), 3985-4001.

### Патенти
- 1. Кулєш Д. В., Галатенко Н. А., Рожнова Р. А., Ткач О. С. Патент на корисну модель «Клейова композиція для з'єднання м'яких тканин». Заявка № 80117, 13.05.2013, бюл. № 9.
- 2. Галатенко Н. А., Рожнова Р. А., Бондаренко П. А., Руденчик Т. В. Патент на корисну модель «Полімерний композиційний матеріал для остеосинтезу». Заявка № 76608 від 20.06.2012, 10.01.2013, бюл. № 1.
- 3. Bufius, N., & Galatenko, N. (1995). U.S. Patent No. 5,474,779. Washington, DC: U.S. Patent and Trademark Office.
- 4. Рожнова Р. А., Гладир І. І., Макеєва Л. В., Галатенко Л. А. ФОЛАТ-КОН'ЮГОВАНИЙ ФЕРОЦЕН ЯК БІОЛОГІЧНО АКТИВНА СПОЛУКА МЕДИЧНОГО ПРИЗНАЧЕННЯ Патент на винахід № 103450 Опубл. 10.10.2013, бюл. № 19
- 5. Маланчук В. О., Галатенко Н. А., Швидченко В. С. СПОСІБ ПОПЕРЕДЖЕННЯ ЗМІЩЕННЯ ЗУБІВ В ДІЛЯНЦІ КІСТОЗНИХ ДЕФЕКТІВ ЩЕЛЕП Патент на корисну модель № 132039 Опубл. 11.02.2019, бюл. № 3
- 6. Галатенко Н. А., Рожнова Р. А., Кебуладзе І. М. БІОСУМІСНИЙ ПОЛІАКРИЛАМІДНИЙ ГЕЛЬ ДЛЯ КОНТУРНОЇ ПЛАСТИКИ М'ЯКИХ ТКАНИН ТА ДЛЯ ВИГОТОВЛЕННЯ ЕНДОПРОТЕЗА МОЛОЧНОЇ ЗАЛОЗИ (ВАРІАНТИ), СПОСІБ ЙОГО ОДЕРЖАННЯ (ВАРІАНТИ) ТА ЕНДОПРОТЕЗ МОЛОЧНОЇ ЗАЛОЗИ (ВАРІАНТИ) Патент на винахід № 83124, Опубл. 10.06.2008, бюл. № 11